# Marcação a mercado
Marcação a mercado (em inglês:  Mark-to-market; MTM ou M2M) ou contabilidade de valor justo refere-se à contabilização do "valor justo" de um ativo ou passivo com base no preço de mercado atual, ou o preço de ativos e passivos semelhantes, ou com base em outro "valor justo" avaliado objetivamente. A contabilidade de valor justo faz parte dos Princípios Contábeis Geralmente Aceitos (GAAP) nos Estados Unidos desde o início da década de 1990 e agora é considerada o "padrão ouro" em alguns círculos. A falha em usá-lo é vista como a causa da falência do Condado de Orange, ainda que seu uso seja considerado um dos motivos do escândalo da Enron e da eventual falência da empresa, bem como do fechamento da firma de contabilidade Arthur Andersen.
A contabilidade de marcação a mercado pode alterar os valores no balanço à medida que as condições de mercado mudam. Por outro lado, a contabilidade de custos históricos, baseada nas transações passadas, é mais simples, mais estável e mais fácil de executar, mas não representa o valor de mercado atual. Em vez disso, resume as transações anteriores. A contabilidade de marcação a mercado pode se tornar volátil se os preços de mercado flutuarem muito ou mudarem de forma imprevisível. Compradores e vendedores podem reivindicar uma série de casos específicos quando este for o caso, incluindo a incapacidade de avaliar as receitas e despesas futuras de forma precisa e coletiva, muitas vezes devido a informações não confiáveis ou expectativas excessivamente otimistas ou pessimistas de fluxo de caixa e ganhos.